# Sarah Hore
Sarah Hore (* um 1970) ist eine englische Badmintonspielerin. 

## Karriere
Sarah Hore startete 1993 und 1995 bei den Badminton-Weltmeisterschaften im Dameneinzel. Bei den Irish Open 1988, den Bell’s Open 1989, den Irish Open 1989, den Welsh International 1989, den Amor International 1991, den Welsh International 1992, den Irish Open 1992, den Hungarian International 1993, den Czech International 1993, den Irish Open 1993 und dem Victor Cup 1994 belegte sie Rang drei. Zweite wurde sie bei den Czechoslovakian International 1992 und den Portugal International 1995.